# Leipziger Abschied
Leipziger Abschied ist die Bezeichnung mehrerer in Leipzig abgeschlossener Verträge.
Die Leipziger Abschiede von 1570, 1573 und 1574 sollten die Tilgung der enormen Schulden der Grafen von Mansfeld regeln. Diese waren auf über zwei Millionen Gulden aufgelaufen. Nach dem Leipziger Abschied vom 13. September 1570 wurde daher die Sequestration der gräflichen Besitzungen angeordnet.
Der zweite Leipziger Abschied in dieser Sache ist auf den 21. April 1573 datiert.
Der dritte und letzte Leipziger Abschied in den Schuldenangelegenheiten der Mansfelder Grafen wurde am 15. März 1574 in Leipzig zwischen den Grafen Hans Georg, Hans Albrecht, Hans Hoyer von Mansfeld sowie den Kreditoren und Gläubigern der Grafen Peter Ernst, Hans Ernst (†) und Bruno von Mansfeld abgeschlossen. Der Abschied besagte, dass alle, die Schulden von den Mansfelder Grafen zu fordern haben, sich am 24. Mai 1574 zu früher Tageszeit im Rathaus von Leipzig vor den nach dort verordneten Kommissaren und Notaren einfinden und die in ihrem Besitz befindlichen Schuldbriefe und anderen Dokumente im Original vorlegen sollten. Da dieser Termin nicht ausreichte, wurde am 5. Juli 1574 in Halle (Saale) ein weiterer angesetzt.
Der Leipziger Abschied vom 2. April 1631 (nach dem gregorianischen Kalender vom 12. April) war hingegen ein Beschluss der evangelischen Kurfürsten und Stände während des Dreißigjährigen Krieges gegen die Kriegskontributionen und das Restitutionsedikt.